# International Business Center (Seul)
International Business Center – niezrealizowana koncepcja wieżowca w Seulu w Korei Południowej. Projekt zakładał budynek o wysokości 580 metrów (1 900 stóp) ze 130 kondygnacjami naziemnymi. Ograniczenie wysokości 410 m (1350 stóp) dla projektowanego obszaru nie zostało wyegzekwowane przez Siły Powietrzne Republiki Korei, co pozwoliło na konstrukcję wieży o dodatkowe 170 m (560 stóp).
Gdyby realizacja obiektu doszła do skutku przed zrealizowaniem Burdży Chalifa, IBC byłby najwyższą konstrukcją na świecie.